# Brusio
Brusio (toponimo italiano; in tedesco Brüs, in romancio Brüsch, desueti) è un comune svizzero di 1 113 abitanti del Canton Grigioni, nella regione Bernina.

## Geografia fisica
Brusio è situato in Val Poschiavo, sulla sponda sinistra del torrente Poschiavino; il comune è disteso su un pendio che parte dal confine con Tirano e raggiunge Miralago, ai bordi del lago di Poschiavo. Dista 6,5 km da Tirano, 125 km da Lugano e 127 km da Coira. Il punto più elevato del comune è la cima del Piz Combul (2 901 m s.l.m.), sul confine con Chiuro.

## Storia
Nel 1851, dopo più di mezzo millennio di unità politica e territoriale, il comune di Brusio si separò dal comune di Poschiavo, dando vita a una seconda entità comunale nella valle; nel 1863 al comune di Brusio fu aggregata la valle di Saiento e di Cavajone.

## Monumenti e luoghi d'interesse
- Chiesa di San Carlo Borromeo;
- Chiesa di San Romerio in località San Romerio, romanica, attestata dal 1106[2];
- Casa Besta, ricostruita nel XVIII secolo[3];
- Viadotto elicoidale della Ferrovia del Bernina, parte del Patrimonio dell'umanità dell'UNESCO;
- Sede scolastica e municipio progettati da Bruno Giacometti[senza fonte].

## Società

### Evoluzione demografica
L'evoluzione demografica è riportata nella seguente tabella:
Abitanti censiti

### Lingue e dialetti
La lingua ufficiale è l'italiano, parlato dalla maggioranza della popolazione. Gli autoctoni parlano anche il dialetto locale del lombardo.
| %     | Ripartizione linguistica (gruppi principali) |
| ----- | -------------------------------------------- |
| 5,3%  | madrelingua tedesca                          |
| 92,4% | madrelingua italiana                         |
| 1,5%  | madrelingua portoghese                       |

## Geografia antropica

### Frazioni
Le frazioni di Brusio sono:
- Campascio
- Campocologno[6]
- Cavajone[7]
- Garbela[senza fonte]
- Ginetto[senza fonte]
- Miralago
- Monte Scala[senza fonte]
- Müreda[senza fonte]
- Piazzo
- San Romerio[2]
- Selvaplana[senza fonte]
- Viano[8]
- Zalende

## Infrastrutture e trasporti

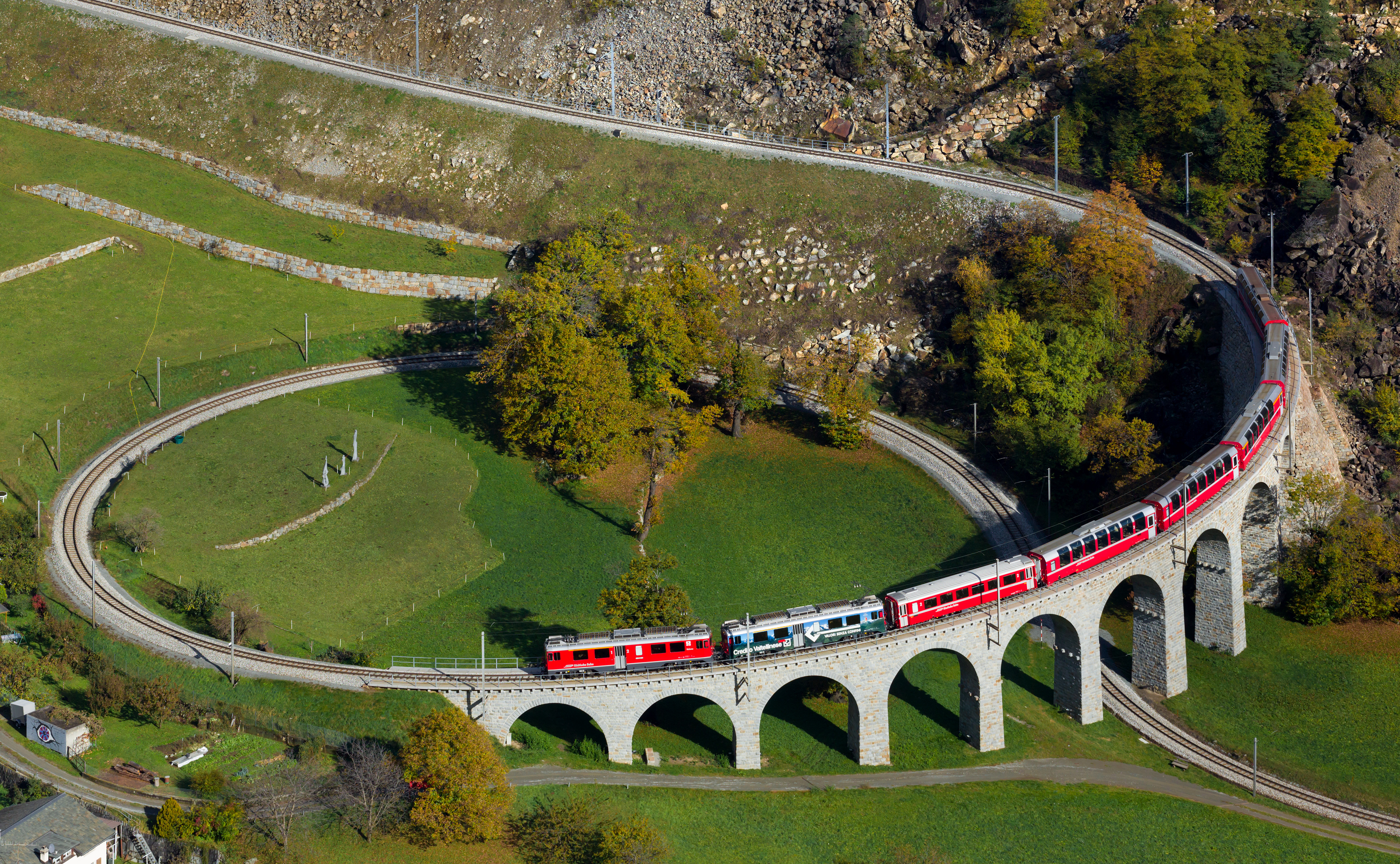
Il viadotto elicoidale di Brusio

È servito dalle stazioni ferroviarie della Ferrovia Retica di Brusio, di Campascio, di Campocologno e di Miralago sulla linea del Bernina.